# Oceana Basílio
Oceana Chagas Afonso Basílio (Sé, Faro, 19 de Janeiro de 1979) é uma actriz e modelo portuguesa.

## Biografia e carreira

### Vida pessoal
Nasceu às 19 horas e 55 minutos de 19 de Janeiro de 1979 em Faro, Sé, filha de Elvino das Chagas Basílio, natural de Tavira, Conceição, e de sua mulher Gina Maria das Chagas Afonso, natural de Tavira, Conceição, onde a família morava em Cabanas de Tavira, neta paterna de Francisco João Basílio e de sua mulher Maria Teresa e neta materna de José Afonso e de sua mulher Maria do Rosário das Chagas.
Tem uma filha, de uma relação de pelo menos quatro anos com Avelino Macedo, Francisca, nascida a 5 de maio de 2004.
Casou civilmente em Almada, Costa da Caparica, a 29 de Setembro de 2007 com Pedro Laginha, Conservatória do Registo Civil de Almada, Assento de Casamento N.º 7183/2007, Documento N.º 10, Março N.º 2 do qual se divorciou a 22 de Março de 2010, sem geração.
Namorou com o ator Pedro Sousa, entre 2014 e 2016.  Em 2020 teve um relacionamento amoroso com o também ator José Fidalgo. 

### Formação
A sua formação artística começou em 1995, no Clube Português de Artes e Ideias, com os professores José Lopes e Rui Pisco. Ingressou na Escola Profissional de Teatro de Cascais, em 1999, frequentou a Academia Contemporânea do Espetáculo - ACE, trabalhou a sua formação com nomes como, Reynaldo Monteiro, Rui Madeira, Dinis Bernard, Jean Pierre Sarrazac, Bruno Schiappa, Joana Craveiro, Tânia Guerreiro, Gonçalo Alegria e John Frey. 
Em 2022, aos 43 anos de idade, ingressa na licenciatura em Psicologia na Universidade Autónoma de Lisboa, conciliando com a representação. Após ingressar no curso, a UAL convidou a atriz para se tornar embaixadora da instituição.

### Carreira
Estreou-se em televisão, em 2005, na série juvenil da TVI, Morangos com Açúcar, interpretando a cómica Carla Mergulhão. No mesmo canal, em 2006 entra no elenco de Doce Fugitiva.
Em 2009 é contratada pela SIC para co- protagonizar a telenovela Perfeito Coração. Nesta estação tem integrado projetos como, Rosa Fogo, Dancin' Days, Amor Maior, Golpe de Sorte, entre outros. Na estação pública (RTP), integrou o elenco da série Cidade Despida, em 2010, no papel de Sofia Sampaio.
Em 2012, estreou-se na apresentação, ao substituir Nilton na condução do programa da RTP1, 5 para a Meia-Noite. Ainda em 2012, entra nos filmes Maria Coroada e O Cheiro das Velas, onde foi a grande protagonista. 
Já fez parte do elenco de mais de dez peças de teatro, como Pena Capital (2008) ou Mundo Submerso (2010). Em 2012, ao lado de Ângelo Torres e João Cabral, integra a peça Três Atores à Procura de Um Papel, encenada por Joaquim Paulo Nogueira.
Em 2013, protagonizou a série da RTP1, Bem-Vindos a Beirais.A participação da atriz nesta série de sucesso, valeu-lhe o prémio de melhor atriz, recebendo o troféu TV7 Dias, em 2014. No mesmo ano, o filme O Cheiro das Velas, onde foi protagonista, teve Oceana como representante de Portugal em Hollywood.
Em 2015, dividiu o seu trabalho entre teatro e cinema. No teatro, entra em Allô Allô, de João Didelet, no Teatro da Trindade e no cinema em O Pátio das Cantigas, realizado por Leonel Vieira.
Após o fim das gravações de "Beirais", regressa à ficção da SIC, canal cujo tem grande parte do seu currículo em televisão, para fazer parte da novela Amor Maior, no papel de Miranda Matias, em 2016. Depois de Amor Maior, transitou para o elenco da novela Paixão, em 2017.
Em 2018, protagoniza com o ator Ricardo Pereira, o filme Golpe de Sol.
Em 2020, foi a vilã da telenovela da SIC, Nazaré. Entre 2021 e 2022, participa em A Serra e, em 2022, na novela Lua de Mel, ambas para o mesmo canal.
Regressou ao teatro, em 2023, numa tour por todo os país, com a peça teatral Maria Coroada, papel interpretado e protagonizado pela artista.
No filme de comédia Vive e Deixa Andar (2024), Oceana Basílio deu vida a Diana, uma influencer, que vive muito à sombra de Diva, personagem interpretada por Débora Monteiro, neste filme, contracenou ainda com Alexandra Lencastre, Joana Pais de Brito ou Eduardo Madeira.

## Trabalhos

### Televisão
| Ano         | Projeto                    | Papel                       | Notas                                           | Canal |
| ----------- | -------------------------- | --------------------------- | ----------------------------------------------- | ----- |
| 2005 - 2006 | Morangos com Açúcar        | Carla Mergulhão             | Elenco Principal                                | TVI   |
| 2006 - 2007 | Doce Fugitiva              | Ângela Santos               | Elenco Principal                                | TVI   |
| 2008        | Campeões e Detetives       | Mãe do Manel e do Pé Canhão | Elenco Adicional                                | TVI   |
| 2008        | Olhos nos Olhos            | Amante de Simão             | Elenco Adicional                                | TVI   |
| 2008        | Flor do Mar                | Petra Freitas               | Elenco Adicional                                | TVI   |
| 2009        | Casos da Vida              | Clara Vasconcelos           | Antagonista                                     | TVI   |
| 2009 - 2010 | Perfeito Coração           | Bárbara Rodrigues           | Co-Protagonista                                 | SIC   |
| 2010        | Liberdade 21               | Margarida                   | Participação especial                           | RTP1  |
| 2010        | Voo Direto                 | Passageira                  | Elenco Adicional                                | RTP1  |
| 2010        | Cidade Despida             | Sofia Sampaio               | Elenco Principal                                | RTP1  |
| 2011 - 2012 | Rosa Fogo                  | Sílvia Fragoso              | Elenco Principal                                | SIC   |
| 2012        | 5 para a Meia-Noite        | Ela Própria                 | Apresentadora substituta, na ausência de Nilton | RTP1  |
| 2012        | Maternidade                | Sofia                       | Elenco Adicional                                | RTP1  |
| 2013 - 2016 | Bem-Vindos a Beirais       | Clara Rodrigues             | Protagonista                                    | RTP1  |
| 2013        | Dancin' Days               | Mafalda                     | Participação Especial                           | SIC   |
| 2016 - 2017 | Amor Maior                 | Miranda Matias Sousa        | Elenco Principal                                | SIC   |
| 2017 - 2018 | Paixão                     | Diana Bastos                | Elenco Principal                                | SIC   |
| 2019        | Golpe de Sorte             | Teresa Dantas               | Elenco Principal                                | SIC   |
| 2019        | Um Desejo de Natal         | Elsa Pereira                | Protagonista                                    | SIC   |
| 2020        | Nazaré                     | Júlia Neves                 | Co-Antagonista                                  | SIC   |
| 2021 - 2022 | A Serra                    | Ivone Roque Courela         | Elenco Principal                                | SIC   |
| 2022        | Lua de Mel                 | Palmela «Pamy» Andreia      | Elenco Principal                                | SIC   |
| 2023        | O Clube (4.ª temporada)    | Mónica                      | Participação Especial (OPTO)                    | SIC   |
| 2024        | O Clube (5.ª temporada)    | Mónica                      | Participação Especial (OPTO)                    | SIC   |
| 2025        | Lua Vermelha: Nova Geração | Brígida                     | Elenco Principal                                | SIC   |

### Cinema
| Ano  | Título                             | Personagem            | Realizador                         |
| ---- | ---------------------------------- | --------------------- | ---------------------------------- |
| 2008 | Curta metragem: Incompatibilidades |                       | Escola Superior de Teatro e Cinema |
| 2008 | Cão Preto                          |                       | António Gonçalves                  |
| 2009 | Duas Aranhas                       | Olga                  | Carlos Conceição                   |
| 2010 | Verónica                           | Verónica              | Ricardo Oliveira                   |
| 2011 | Curta-metragem: Prescrição         | -                     | Marcos Miranda                     |
| 2012 | Quarto 261                         |                       | Marcos Cosmos                      |
| 2012 | Maria Coroada                      | Cristina              |                                    |
| 2012 | O Cheiro das Velas                 | Gabriela              | Adriana Martins da Silva           |
| 2013 | Body High                          | Rapariga              | Joe Marklin                        |
| 2015 | Em Branco                          | Patrícia              |                                    |
| 2015 | O Pátio das Cantigas               | Maria da Graça        | Leonel Vieira - Stopline           |
| 2018 | Golpe de Sol                       | Joana (Protagonista)  | Vicente Alves do Ó - Ukbar filmes  |
| 2018 | Quero-te tanto                     | Irmãs Contreiras      | Vicente Alves do Ó                 |
| 2024 | Vive e Deixa Andar                 | Diana (Protagonista)  | Miguel Cadilhe                     |
| 2024 | Portugueses                        | Olinda (Protagonista) | Vicente Alves do Ó                 |

### Teatro
| Ano       | Nome                                | Autoria/Encenação                                 |
| --------- | ----------------------------------- | ------------------------------------------------- |
| 2003      | A Ida ao Teatro                     | Karl Valentin/José Miguel Braga                   |
| 2004      | Auto da Visitação                   | Gil Vicente/Camilo Silva                          |
| 2004      | O Livro de Areia                    | George Herbert/PIF’H                              |
| 2005      | O Conhecimento de Marlyn            | José Miguel Braga                                 |
| 2005      | A Queimada                          | José Miguel Braga/Camilo Silva                    |
| 2005      | De facto                            | José Miguel Braga                                 |
| 2007      | Vivo das tuas visitas               | Dorothy Parker/Flora Candeias                     |
| 2007      | Um bom Homem é difícil de encontrar | Flannery O`Connor/Helena Salazar                  |
| 2008      | Ok Baby o Mundo é mesmo assim       | Oceana Basílio                                    |
| 2008      | Visita guiada às vivências          | Oceana Basílio                                    |
| 2008      | Pena Capital                        | Joyce Carol Oates/Pedro Laginha e Philippe Leroux |
| 2009 2008 | Aparências                          | Knarf Van Pellecom/José Boavida                   |
| 2010      | Mundo Submerso                      | Gary Owen/Pedro Marques                           |
| 2011      | Boca do Inferno                     | Joyce Carol Oates/José Boavida                    |
| 2012      | Três Atores à procura de um Papel   | Joaquim Paulo Nogueira                            |
| 2015      | Allo Allo                           | Paulo Sousa Costa / João Didelet                  |
| 2017      | Toca ou não Toca - Clarice          | Criação Colectiva                                 |
| 2023      | Maria Coroada                       | João Garcia Miguel                                |